# Jalthal
Jalthal (en népalais : जलथल) est un comité de développement villageois du Népal situé dans le district de Jhapa. Au recensement de 2011, il comptait 13 363 habitants.